# Oxypoda elongatula
Oxypoda elongatula es una especie de escarabajo del género Oxypoda, familia Staphylinidae. Fue descrita científicamente por Aubé en 1850.
Se distribuye por Europa. Mide aproximadamente 3-3,8 milímetros de longitud. Habita en humedales y pastos bajo plantas podridas.